# Anna Birulés
Pour les articles homonymes, voir Bertrán.
Anna María Birulés i Bertran, née le 28 juin 1954 à Gérone, est une femme d'affaires et femme politique espagnole.
Elle est ministre de la Science et de la Technologie entre 2000 et 2002.

## Biographie

### Formation
Elle entreprend des études supérieures de sciences économiques à l'université de Barcelone, qu'elle achève par un doctorat à l'université de Californie à Berkeley. 

### Carrière publique
Elle commence son activité professionnelle dans le secteur public de Catalogne, au sein du département de l'Industrie du gouvernement régional. Elle est d'abord directrice générale du Centre d'information et de développement industriel (CIDEM), puis directrice générale de la Promotion commerciale, et enfin présidente du Consortium pour la promotion commerciale de Catalogne (COPCA), sous les ordres de Josep Piqué, directeur général de l'Industrie.

### Carrière privée
Elle passe ensuite dans le secteur privé, comme secrétaire générale de Banco de Sabadell. En 1997, elle est recrutée par Retevisión, récemment vendue à Telecom Italia et déplacée à Barcelone. Directrice générale de la société, elle supervise alors son expansion dans le secteur des télécommunications en créant les filiales de téléphonie mobile Retevisión Móvil, de télévision par satellite Onda Digital et d'Internet Retevisión Interactiva, à l'époque de la « bulle Internet ».

### Carrière politique

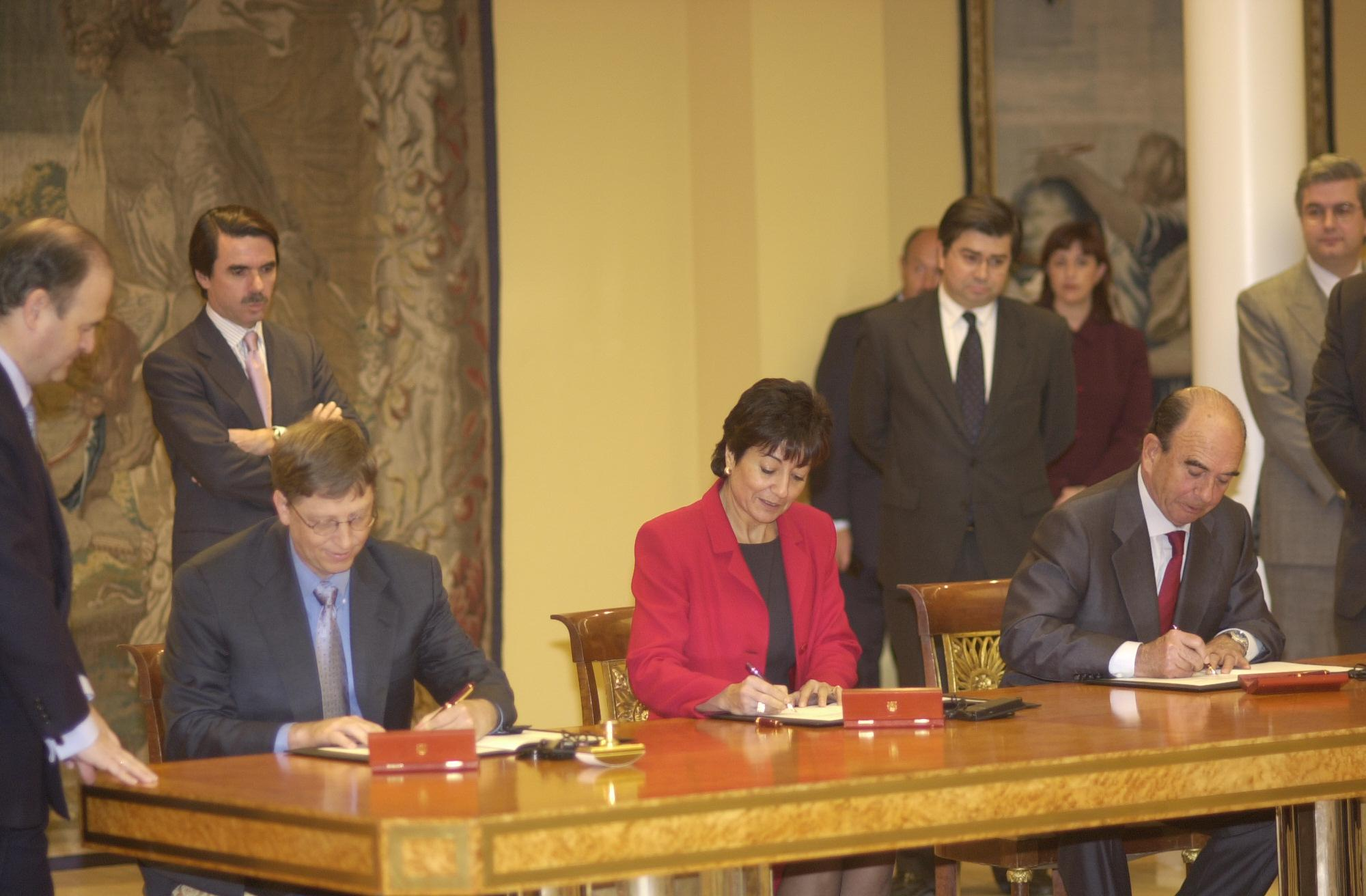
Anna Birules avec Bill Gates et Emilio Botín.

Le 28 avril 2000, Anna Birulés est nommée ministre de la Science et de la Technologie par José María Aznar, à la tête d'un nouveau département ministériel inspiré par Josep Piqué et chargé à la fois de la recherche scientifique et de la société de l'information.
Très critiquée par la communauté scientifique, alors que son ministère échoue à faire ses preuves et que la part du budget de l'État allouée à la recherche reste deux fois plus faible que la moyenne européenne, elle est remplacée lors du grand remaniement ministériel du 10 juillet 2002.
Elle quitte alors la vie politique.